# Heinrich von Krumau
Heinrich von Krumau (auch Hynek von Krumau; tschechisch Jindřich z Krumlova auch Hynek z Krumlova; † 6. Mai nach 1291 und vor 1300) war ein böhmischer Adliger. Er entstammte dem witigonischen Familienzweig der Herren von Krumau.

## Leben
Heinrichs Eltern waren Witiko von Krumau und Sybilla, deren Familienname nicht bekannt ist. Erstmals urkundlich erwähnt wurde Heinrich am 19. März 1272, als er in Rosenberg zusammen mit seinem Bruder Wok unter der Schreibweise „Hanricus et Wocho domini Witigonis filii de Krummenow“ als Zeuge einer Beurkundung auftrat, mit der die Brüder Heinrich I. von Rosenberg und Witiko von Rosenberg († 1277) dem Kloster Hohenfurt das Patronatsrecht der Kirche von Raabs schenkten. Zudem ist Heinrich in weiteren Urkunden belegt:
- Am 26. August 1274 war er in Strakonitz zugegen, als sein Vater „Witigo dominus de Crumnov“ bestätigte, dass er vor fünf Jahren das Dorf Strasan der Frau Christine und deren Sohn Nikolaus aus Prag übergeben habe.
- Am 12. November 1281 bestätigten „Henricus et Wocko de Chrumnau“ eine Urkunde, mit der Heinrich I. von Rosenberg dem Stift Hohenfurt fünf Dörfer sowie einen Wald schenkte und gleichzeitig das Dorf Sonnberg gegen drei andere Dörfer eintauschte.
- Als am 26. März 1282 in Wien Heinrich I. von Rosenberg dem österreichischen Herzog Albrecht von Habsburg Raabs abtrat und ihm gleichzeitig Beistand gegen jedermann versprach, werden von dem zugesicherten Beistand die Witigonen, darunter Heinrich und Wok „de Chrumbenowe“, ausgenommen.
- Am 6. Juni 1283 bestätigten Heinrich und Wok „de Crumnaw“ in Schlägl die Schenkung ihres verstorbenen Vaters, mit der dieser dem Stift Schlägl die Kirche von Kirchschlag sowie das Dorf Pfaffenschlag geschenkt hatte.

Letztmals erwähnt wurde „Dominus Henricus“ 1291, als er sich in Rosenberg unter den Zeugen befand, die bestätigten, dass Smil von Gratzen dem Stift Hohenfurt die Kirche in Deutsch-Reichenau bei Gratzen geschenkt habe.
Nach den Hohenfurter Nekrologien starb Heinrich (Hynko von Krumpnau) an einem 6. Mai nach dem Jahr 1291 und vor dem Jahr 1300. Sein Leichnam wurde in der Familiengruft in der Klosterkirche in Hohenfurt beigesetzt.
Heinrich war mit einer Offka N. N. verheiratet. Sie starb an einem 8. Juni, vermutlich im Jahr 1300. Als wahrscheinlich werden auch die Jahre 1327 oder 1338 genannt.